# 年爵
年爵（ねんしゃく）とは、日本の古代・中世前期において、治天の君及び三宮（太皇太后、皇太后、皇后）が保有していた叙位権を指す用語。毎年、治天ないし三宮に1人分の叙爵権を付与し、治天及び三宮は叙爵希望者より叙料を納めさせることで、従五位下に叙爵させることができるとされた。当該制度は平安時代初期にはじまり、次第に年爵の特典は女院や准后にも与えられることとなった。
寺社や宮司に対して叙料を納めさせる代わりに叙爵する栄爵と同じく売位によるものであったが、平安時代末期から鎌倉時代にかけて年爵による昇叙（加階）が盛んとなった。